# Łeninśke (rejon krasnohwardijski)
Łeninśke (ukr. Ленінське, ros. Ленинское, Leninskoje) – wieś na Ukrainie, w Autonomicznej Republice Krymu (de iure stanowiącej integralną część państwa ukraińskiego, w 2014 anektowanej przez Rosję i odtąd funkcjonującej jako Republika Krymu), w rejonie krasnohwardijskim. W 2001 liczyła 1875 mieszkańców, wśród których 294 wskazało jako ojczysty język ukraiński, 1262 rosyjski, 265 krymskotatarski, 4 białoruski, a 50 inny. Według spisu ludności przeprowadzonego przez okupacyjne władze rosyjskie populacja wsi w 2014 wynosiła 1725 osób.